# BackStory
Backstory is een programma van CNN International gepresenteerd door Isha Sesay. Tot 2011 nam Michael Holmes de presentatie voor zijn rekening.
Het programma BackStory wil laten zien wat er achter het nieuws zit dat te zien is in de reguliere programma's. De correspondenten van CNN laten zien hoe een item tot stand komt en welke overwegingen zij daarbij maken. Het programma komt live vanuit 'The global operationroom' van CNN in Atlanta, Georgia. Het decor wordt gevormd door een wand vol monitoren die satellietverbindingen vanuit de hele wereld tonen.
Tot 2011 werd het programma dagelijks uitgezonden. Later dat jaar kwam er een wekelijkse variant, en kwamen de dagelijkse uitzendingen te vervallen.